# Senete
Senete è un villaggio del Botswana situato nel distretto Centrale, sottodistretto di Tutume. Il villaggio, secondo il censimento del 2011, conta 2.440 abitanti.

## Località
Nel territorio del villaggio sono presenti le seguenti 15 località:
- Benijena,
- Chidumila di 78 abitanti,
- Dzengedzi,
- Dzibalamakhiya di 112 abitanti,
- Kgantsawapo di 9 abitanti,
- Makutumane di 77 abitanti,
- Matondo di 44 abitanti,
- Matsiro di 12 abitanti,
- Mbomboro di 1 abitante,
- Mmapula di 12 abitanti,
- Mpungwana 2 di 24 abitanti,
- Phiritshwana di 11 abitanti,
- Senete Lands (Nsuswana) di 2 abitanti,
- Senete Vet Camp di 10 abitanti,
- Xaniwe di 19 abitanti